# Charles Henri Lagrange

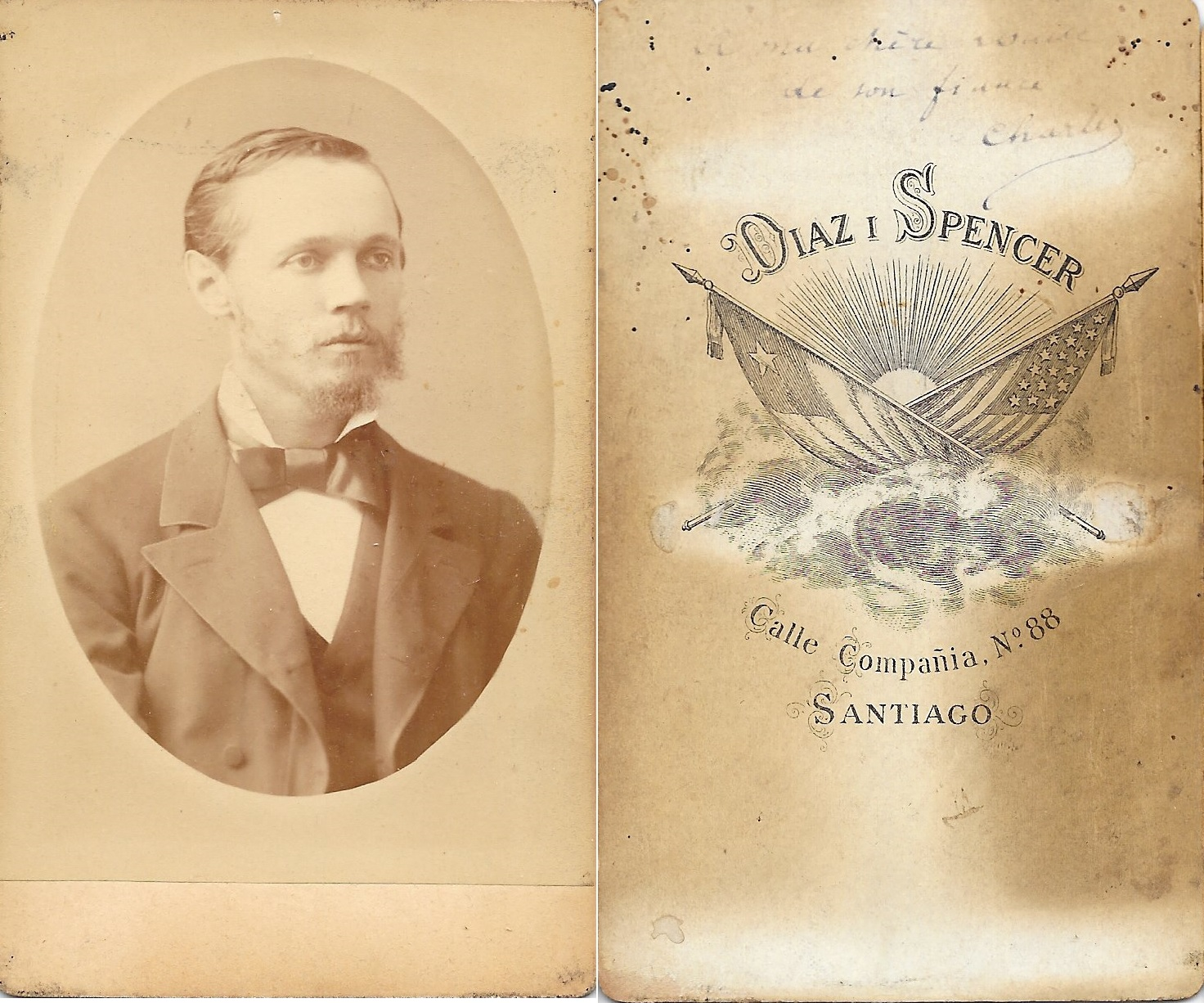
Charles Henri Lagrange

Charles Henri Lagrange (* 2. Dezember 1851 in Saint-Josse-ten-Noode/Sint-Joost-ten-Node; † 15. Februar 1932 in Watermael-Boitsfort/Watermaal-Bosvoorde) war ein belgischer Mathematiker und Astronom.

## Leben
Lagrange studierte von 1869 bis 1874 an der Königlichen Militärschule (École royale militaire) in Brüssel. Er wurde zunächst Unteroffizier und später zum Offizier befördert. Ab 1888 lehrte er an der Königlichen Militärschule Mathematik (speziell Wahrscheinlichkeitstheorie) sowie Astronomie und Geodäsie. Gleichzeitig wurde er Astronom an der Königlichen Sternwarte in Uccle, wo er bis 1900 wirkte. Im Jahr 1908 wurde er an der Militärschule emeritiert und zog sich aus dem Wissenschaftsbetrieb zurück.
Lagrange veröffentlichte wissenschaftliche Arbeiten zur Geodäsie, zum Erdmagnetismus, zur Astronomie und Relativitätstheorie. Zahlreiche Aufsätze publizierte er auf dem Gebiet der Analysis sowie zu philosophischen Fragen der Naturwissenschaften, in denen er an die umstrittenen Arbeiten von Hoëné-Wroński anknüpfte.
Im Dezember 1887 wurde er korrespondierendes und im Dezember 1891 volles Mitglied der Königlichen Akademie von Belgien.

## Ehrungen
Die Königliche Akademie von Belgien vergibt für herausragende Leistungen auf dem Gebiet der Mathematik den Charles-Lagrange-Preis (Prix Charles Lagrange).